# Grammadera rosea
Grammadera rosea är en insektsart som beskrevs av Giglio-tos 1898. Grammadera rosea ingår i släktet Grammadera och familjen vårtbitare. Inga underarter finns listade i Catalogue of Life.